# 美國原住民歷史
美國原住民的历史可以追溯到数万年，當時古印地安人就已經在北美定居。說納-德內語系語言的民族于公元前8000年左右开始进入北美，並於公元前5000年到达太平洋西北地区。
西班牙統治美洲期間，新西班牙總督轄區北部的一些地方位於現今美國境內，當地的美洲原住民被迫皈依天主教。从16到19几个世纪，美國原住民的人口不斷减少，歐洲人帶來的瘟疫、暴力和战争是導致美國原住民人口減少的重要因素，例如欧洲探险家和殖民者发动的北美印第安战争 以及眼泪之路导致許多美國原住民死亡。 此外异族通婚也是導致美國原住民人口減少的一大因素。 大多数学者认为，歐洲人帶來的流行病是導致美國原住民人口减少的主要原因，因为他们此前從未接觸過這些新的傳染病。 
截至1800年，美国原住民人口已减少至大约60万，而到1890年代，美國原住民人口進一步減少至 25万。 